# 伊春林都空港
伊春林都空港（いしゅんりんとくうこう、中国語: 伊春林都机场） (IATA: LDS, ICAO: ZYLD) は、中国東北部の黒竜江省伊春市にある空港。2009年に開港し、年間142,000人の旅客を処理できる。全長2300mの滑走路を1本有し、伊春市の中心部から約9km離れた森の中に位置する。

2010年8月、当空港で河南航空8387便事故が発生し、44人が死亡した。

## 就航路線
| 航空会社     | 就航地                          |
| ------------ | ------------------------------- |
| 中国東方航空 | 大連、上海/浦東                 |
| 中国南方航空 | 北京/首都、広州、ハルビン、天津 |
| 奥凱航空     | ハルビン                        |